# Balgoya pacifica
Balgoya pacifica är en jungfrulinsväxtart som beskrevs av P. Morat och R. v. d. Meijden. Balgoya pacifica ingår i släktet Balgoya och familjen jungfrulinsväxter. Inga underarter finns listade i Catalogue of Life.